# Ешвил (Пенсилванија)
Ешвил (енгл. Ashville) град је у америчкој савезној држави Пенсилванија.

## Демографија
По попису из 2010. године број становника је 227, што је 52 (-18,6%) становника мање него 2000. године.
| Група             | 2000.        | 2010.       |
| Белци             | 279 (100,0%) | 221 (97,4%) |
| Афроамериканци    | 0 (0,0%)     | 2 (0,9%)    |
| Азијати           | 0 (0,0%)     | 0 (0,0%)    |
| Хиспаноамериканци | 0 (0,0%)     | 2 (0,9%)    |
| Укупно            | 279          | 227         |